# Colasposoma aruwimiense
Colasposoma aruwimiense é uma espécie de escaravelho de folhas da República Democrática do Congo, descrito pelo entomologista irlandês Charles Joseph Gahan em 1892.